# La vuelta de El Coyote
La vuelta de El Coyote ist ein 1997 entstandener und im deutschsprachigen Raum nicht erschienener spanischer Abenteuerfilm mit der Figur des Zorro-ähnlichen El Coyote im Mittelpunkt, über den bereits in den 1950er Jahren Verfilmungen entstanden waren. Mario Camus inszenierte José Coronado in der Titelrolle des von José Mallorqui in vielen Abenteuern beschriebenen Helden.

## Handlung
Während der 1850er Jahre im mexikanischen Kalifornien: Ein mysteriöser maskierter Reiter, der El Coyote genannt wird, kämpft für die Gerechtigkeit. Immer wieder taucht er auf; im bürgerlichen Leben ist er César de Echagüe. Zwar steht bald seine Hochzeit an, doch immer wieder muss er in die Rolle des Helden mit der Maske schlüpfen, um den Machenschaften des General Clarke entgegenzuwirken, der viele der besten Ländereien der Gegend für sich selbst in Besitz nehmen möchte.

## Kritik
Der Film fiel bei der Kritik vollkommen durch. Als spanische Antwort auf Die Maske des Zorro sei er katastrophal, nicht im Geringsten unterhaltend, mit inkonsistentem Drehbuch und Schauspielern, die nur ihren Körper spazierenführten, so Enrique Colmena.

## Weitere El Coyote-Filme
- 1954: Der Coyote
- 1954: Die Rache des Coyoten
- 1963: Mit Colt und Maske